# Mjassischtschew WM-T
Die Mjassischtschew WM-T Atlant (russisch Мясищев ВМ-Т Атлант) ist ein sowjetisches Transportflugzeug für das Buran- und Energija-Raumfahrtprogramm, das durch Umbauten des vom OKB Mjassischtschew entwickelten Bombenflugzeugs Mjassischtschew M-4/3M realisiert wurde.

## Geschichte und Konstruktion
Nachdem eine Modifikation der Antonow An-22 für den Transport von Raketen und anderen großen Raumfahrzeugen zum Kosmodrom Baikonur in Erwägung gezogen worden war, wurde Mjassischtschew gebeten, dieses Transportproblem zu lösen. Beim Entwurf des 3M-T (Transporter) genannten Flugzeugs vom Sommer 1978 wurde das konventionelle Leitwerk der M-4 durch ein weit spannendes Höhenleitwerk mit V-Stellung ersetzt, das große, rechteckige Endplatten erhielt. Diese Anordnung sollte es ermöglichen, Nutzlasten bis zum doppelten Durchmesser des Flugzeugrumpfs mitführen zu können. Die Fracht wurde in einem großen, auf dem Flugzeug platzierten und aerodynamisch optimierten Behälter transportiert. Zusätzlich erhielt das Flugzeug ein neues Steuerungssystem, um das zusätzliche Gewicht zu kompensieren.
Für die Mjassischtschew 3M-T wurden drei M-4 aus dem aktiven Bestand der sowjetischen Fernfliegerkräfte verwendet. Das erste Exemplar diente als statische Bruchzelle, die anderen beiden wurden zu den flugfähigen Exemplaren СССР-01402 und СССР-01502 umgebaut, die dazu dienten, die Zentralstufe der Trägerrakete Energija vom Entwicklungsbetrieb zum Startplatz Baikonur zu befördern. Bis zum Ende des Energija-Buran-Programms wurden alle bis dato fertiggebauten Energija-Kernstufen 1L bis 4L, 6L, das Mock-up und die nicht für den Flug freigegebenen Kernstufe 5S1 mit den Mjassischtschew WM-T zum Startplatz Baikonur zu befördert. Weitere Energija-Kernstufentransporte waren mit den Mjassischtschew WM-T nicht mehr vorgesehen, da die erste Antonow An-225 Mrija vor Ende des Programms fertiggestellt und der Bau weiterer An-225 geplant war. Die Atlant (RA-01402) wurde mit einer Luftbetankungssonde ausgerüstet, um eine Zwischenlandung zum Auftanken während des Frachttransportes zu vermeiden.
Das nach Wladimir Mjassischtschews Tod am 14. Oktober 1978 ihm zu Ehren WM-T und nach dem griechischen Gott Atlant genannte Transportflugzeug flog erstmals am 29. April 1981 und begann die Flugerprobung mit sich steigernden Beladungen am 6. Januar 1982.
Beim Buran-Programm wurden die zwei Funktionsmodelle OK-1M und OK-4M sowie die ersten zwei Orbiter, Buran 1.01 und Buran 1.02 mit der „Atlant“ nach Baikonur transportiert. Die Orbiter waren noch nicht fertiggestellt, Hitzeschutzkacheln, Seitenleitwerk, Triebwerke, Fahrwerk etc. waren nicht montiert, da sonst das Gewicht für den Transport mit der WM-T zu hoch gewesen wäre. OK-3M wurde für die Erprobung der Mjassischtschew WM-T bei Roll- und Flugversuchen in Schukowski als Außenlast verwendet.
Weitere Transporte der Orbiter waren nicht vorgesehen, da mit der Fertigstellung der An-225 ein Flugzeug zur Verfügung stand, das vollständig ausgerüstete Raumfähren transportieren konnte. Ab 1989 übernahm die An-225 die Aufgaben der „Atlant“, wobei die aerodynamische Heckabdeckung der Orbiter wegfallen konnte. Ideen, die WM-T als fliegende Startplattformen für kleine Raumgleiter zu nutzen, wurden nicht verwirklicht.

## Technische Daten

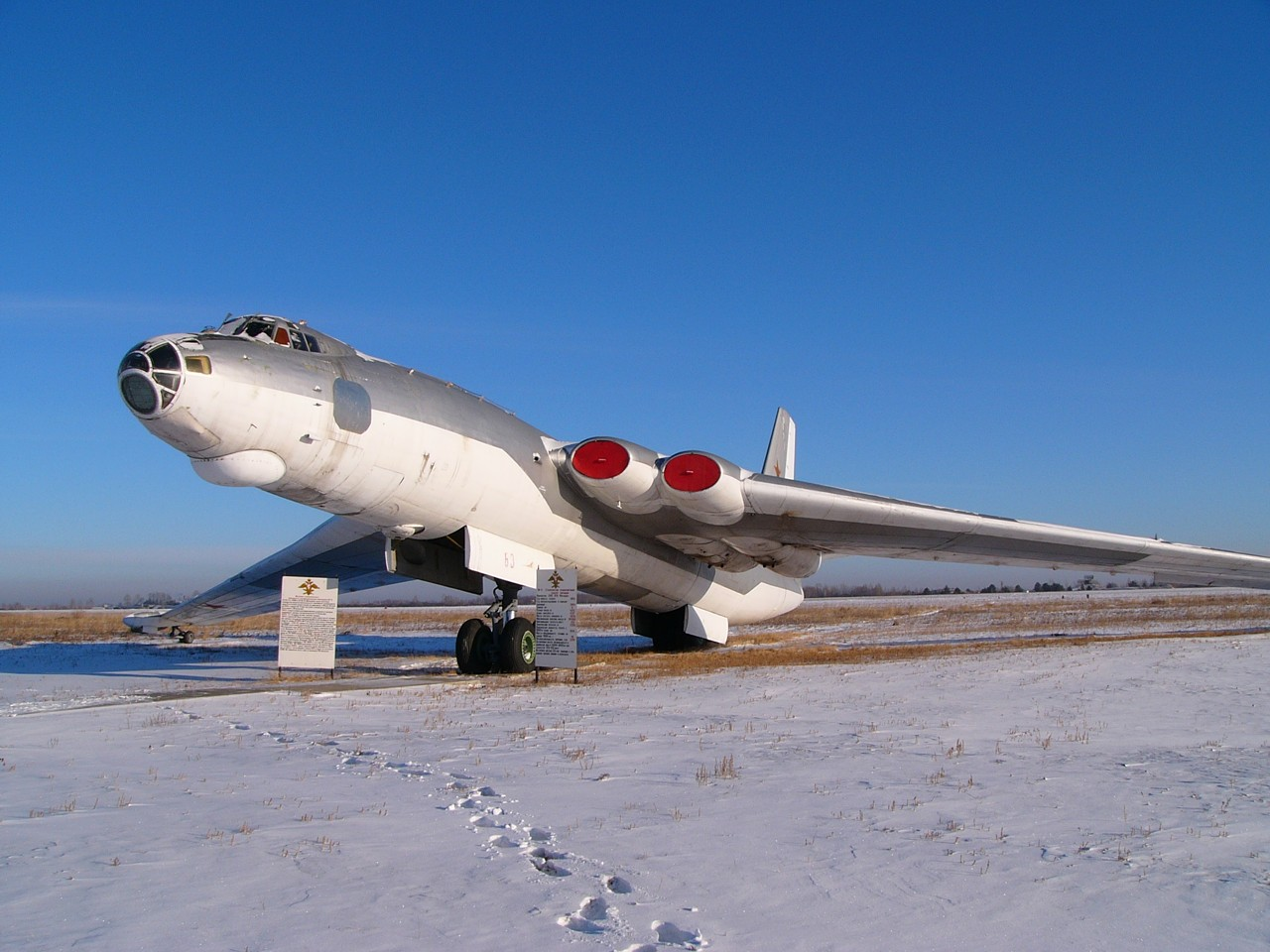
Die M-4 diente als Basis der WM-T

| Kenngröße                | Daten                                                         |
| ------------------------ | ------------------------------------------------------------- |
| Besatzung                | 5                                                             |
| Länge                    | 51,2 m                                                        |
| Spannweite               | 53,6 m                                                        |
| Höhe                     | 10,6 m                                                        |
| Flügelfläche             |                                                               |
| Flügelstreckung          |                                                               |
| Nutzlast                 | 50.000 kg                                                     |
| Leermasse                | 75.740 kg                                                     |
| max. Startmasse          | 192.000 kg                                                    |
| Höchstgeschwindigkeit    | 500 km/h                                                      |
| Reiseflughöhe            | 8000–9000 m                                                   |
| Reichweite               | 1500 km                                                       |
| Triebwerke               | 4 × Turbojet RKBM/Kolessow/Dobrynin WD-7MD, jeweils 105,45 kN |
| Schub-Gewicht-Verhältnis | 0,224 (bei MTOW)                                              |

## Verbleib
Zwei Flugzeuge wurden gebaut. Die „Atlant“ (RF-01502) im Besitz von ZAGI und LII befindet sich auf dem Flugplatz Schukowski, die andere (RA-01402) auf der Luftwaffenbasis Djagilewo in Rjasan.